# Юха Пиринен
Юха Пиринен (на фински: Juha Pirinen) е финландски футболист, който играе на поста ляв бек. Състезател на Волос.

## Кариера
Юка играе за Тампере Юнайтед, след което се завръща в клуба на детството си Хака през януари 2011 г. Играе за отбора три сезона и преминава в Мю Па. След като Мю Па изпада през 2015, той играе за РоПС. През 2017 Юха подписва с отбора на ХИК Хелзинки.

## Национална кариера
Пиринен прави своя национален дебют за Финландия на 10 януари 2016 г. срещу Швеция.

## Успехи
ХИК Хелзинки
- Вейкауслига (2): 2017, 2018
- Купа на Финландия (1): 2017